# تشارلز سيدني سميث
تشارلز سيدني سميث (Charles Sydney Smith) هو لاعب أولمبي لرياضة كرة الماء من بريطانيا العظمى. شارك في الأولمبياد الصيفي في 1908–1920، وفاز بما مجموعه 3 ميداليات.

## الميداليات
| ذهب | فضة | برونز | المجموع |
| 3   | 0   | 0     | 3       |

## روابط خارجية
- تشارلز سيدني سميث على موقع قاعة مشاهير السباحة العالمية (الإنجليزية)
- تشارلز سيدني سميث على موقع اللجنة الأولمبية الدولية (الإنجليزية)
- تشارلز سيدني سميث على موقع أوليمبيديا (الإنجليزية)
- تشارلز سيدني سميث على موقع اللجنة الأولمبية البريطانية (الإنجليزية)